# Larry Asante
(en) Statistiques sur pro-football-reference
Larry Gibbs Asante (né le 7 mars 1988 à Alexandria) est un joueur américain de football américain. Il joue actuellement avec les Colts d'Indianapolis.

## Enfance
Asante étudie à la Annandale High School et à la Hayfield Secondary School où il joue à la défense et à l'attaque. Comme running back, il obtient les honneurs de la division AAA de l'État de Virginie.

## Carrière

### Universités
Il entre d'abord au Coffeyville Community College où il enregistre soixante-seize tacles, onze tacles pour des pertes, trois tirs bloqués et une interception. Il joue au poste de linebacker.
En 2007, il est transféré à l'université du Nebraska, adoptant le poste de safety. Il joue douze matchs dont dix comme titulaire. En 2008, il joue treize matchs dont douze comme titulaire, finissant la saison avec soixante-sept tacles (dont treize contre les Sooners de l'Oklahoma). Sa dernière année se conclut par soixante-dix-neuf tacles, deux fumbles provoqués et récupéré ainsi que deux interceptions dont une qu'il retourne en touchdown. Il est titulaire à tous les matchs de la saison 2009, sélectionné dans l'équipe de la saison pour la conférence Big 12 selon les entraineurs et Rivals.com.

### Professionnel
Larry Asante est sélectionné au cinquième tour du draft de la NFL de 2010 par les Browns de Cleveland au 160e choix. Le 16 juillet 2010, il signe un contrat de quatre ans avec les Browns, d'une valeur de 1,96 million de dollars. Le 4 septembre 2010, Asante est libéré par les Browns juste avant le début de la saison 2010.
Le lendemain de son éviction, il signe avec l'équipe d'entrainement des Buccaneers de Tampa Bay mais entre au cours de deux matchs lors de la saison 2010 dont un où il fait une interception. Il fait aussi une passe déviée et un tacle. Finalement, Asante voit son parcours avec Tampa Bay se terminé, le 30 août 2012, non conservé dans la liste des joueurs pour l'ouverture de la saison. Il passe la saison 2012 sans équipe.
Le 31 décembre 2012, il signe avec les Colts d'Indianapolis, dans le cadre d'un contrat d'essai.